# بليتش (أنمي)
بليتش (ブリーチ بريتشو، حرفيًا "تبييض") (بالإنجليزية: Bleach) هو مسلسل أنمي ياباني مقتبس من مانغا بنفس الاسم للمؤلف تايت كوبو. يحتوي المسلسل على 366 حلقة، وقد أنتجه إستديو بيرو وأخرجه نوريوكي أبيه. قام بتلحين الموسيقى للمسلسل شيرو ساغيسو، والذي قام بالتلحين كذلك لأنمي نيون جينيسيس إيفانجيليون. اِستُخدِمت 15 شارة بداية و30 شارة نهاية عبر المسلسل، والتي تتميز بعدد من المغنيين اليابانيين.
يحكي المسلسل عن مغامرات إيتشيغو كوروساكي بعدما يحصل على قوى شينيغامي (死神، حرفيًا "إله الموت") من شينيغامي أخرى تدعى روكيا كوتشيكي. جعلت قواه الجديدة منه مسؤولاً عن الدفاع عن البشر من الأرواح الشريرة وإرشاد الأرواح الضالة إلى الآخرة.

## الحلقات
ينقسم بليتش إلى 16 موسم، خمسة مواسم منها حصرية للمسلسل ولا توجد في المانغا الأصلية.
| رقم الموسم | اسم الموسم                             | عدد الحلقات | حصري للمسلسل |
| ---------- | -------------------------------------- | ----------- | ------------ |
| 1          | عميل الشينغامي                         | 20          | لا           |
| 2          | مجتمع الأرواح: بداية التسلل            | 21          | لا           |
| 3          | مجتمع الأرواح: الإنقاذ                 | 22          | لا           |
| 4          | البونت                                 | 28          | نعم          |
| 5          | هجوم البونت على مجتمع الأرواح          | 18          | نعم          |
| 6          | آرانكر: الوصول                         | 22          | لا           |
| 7          | آرانكر: بداية التسلل إلى الهيوكو موندو | 20          | لا           |
| 8          | آرانكر: القتال الضاري                  | 16          | لا           |
| 9          | القائد الجديد شوسوكي أماغاي            | 22          | نعم          |
| 10         | الآرانكر ضد الشينيغامي                 | 16          | لا           |
| 11         | الماضي                                 | 7           | لا           |
| 12         | آرانكر: معركة كاراكورا الحاسمة         | 17          | لا           |
| 13         | حكايات قاتل الأرواح غير المعروفة       | 36          | نعم          |
| 14         | آرانكر: السقوط                         | 51          | لا           |
| 15         | غزو فرق الحماية 13                     | 26          | نعم          |
| 16         | الشينيغامي البديل المفقود              | 24          | لا           |

## وصلات خارجية
- بليتش على موقع IMDb (الإنجليزية)
- بليتش على موقع روتن توميتوز (الإنجليزية)
- بليتش على موقع روتن توميتوز (الإنجليزية)
- بليتش على موقع نتفليكس (الإنجليزية)
- بليتش على موقع فيلمافينيتي (الإسبانية)
- بليتش على موقع كينوبويسك (الروسية)
- بليتش على موقع ألو سيني (الفرنسية)
- بليتش على موقع قاعدة بيانات الفيلم (الإنجليزية)
- بليتش على موقع ANN anime (الإنجليزية)

- بليتش  في شبكة أخبار الأنمي